# Анатомски музеј Факултета ветеринарске медицине
Анатомски музеј Факултета ветеринарске медицине је научна установа у саставу истоименог факултета Универзитета у Београду, настао као потребе за извођењем квалитетније практичне наставе, када на факултету није било одговарајућих учила. Музеј поседује колекцију од 1.200 експоната размештених на 800 квадратних метара изложбеног простора.

## Положај и размештај
Музеј се налази у централном делу Београда у Градској општини Савски Венац, у улици Булевар Ослобођења 18, у непосредној близини бројних факултета Универзитета и културних установа главног града Србије.
Размештен је на 800 квадратних метара изложбеног простора у две велике засебна просторија са експонатима (главни изложбени простор), ловачкој соби, две вежбаонице и малом амфитеатру са анатомско — хируршким столом значајне историјске вредности, и у великим изложбеним ходницима у оба нивоа катедре за анатомију, са 26 стаклене витрине у којима се изложени бројни експонати.
Музеј поседује и костурницу и депо вредних анатомских слика урађених, после Другог светског рата, од стране академских сликара пријатеља проф. Симића. У музеју се налази и зуб мамута.

## Намена
Основна делатност музеја јесте перманентна педагошка активност која се огледа у:
- извођењу практичне наставе за студенте Факултета ветеринарске медицине,
- наставе из зоологије за ђаке средњих и основних школа,
- едукацији предшколске деце,
- редовним посетама посетиоца музеја,
- учешћу у музејским манифестацијама (тако су нпр Катедра и музеј учествовали у две значајне манифестације: Ноћ музеја и Фестивал науке).

## Историја
Под првобитним називом Музеј анатомског института, пред Други светски рат 1938. године, основан је данашњи Анатомски музеј Факултета ветеринарске медицине, Универзитета у Београду, као део Катедре за анатомију овог факултета.
Музеј је основао проф. др Владета Симић, који је уједно био и први управник, тадашњег Анатомског института Ветеринарског факултета у Београду, који је назван Музеј анатомског института.
Упоредо са формирањем института/катедре, заједно са својим сарадницима, проф. Симић отпочео је са стварањем све богатије музејске колекције, која је примарно била у функцији ветеринарска наставе.
И данас сви музејски експонати истовремено служе као музејски експонати и учила намењена студентима ветеринарске медицине на основним и последипломским студијама.

## Стална поставка
Сталну поставку Анатомског музеја чине:
- Скелети свих домаћих животиња Балканског поднебља, сисара — коња, магараца, крава, оваца, коза, свиња, паса, мачака, кунића, али и домаће живине: кокошака, ћурака, патака, гусака,
- Скелети неких дивљих животиња — кита, камиле, мајмуна, лава, медведа, емуа, дивље свиње, ламе, бивола, корњаче, шарана.
- Историјски скелети два коња „Солунца” — која су у Првом светском рату прешла Албанију. Један коњ (пастув) је припадао Војводи Петру Бојовићу, а други, кобила „Мица“ генералу Војиславу Томићу. Оба коња након завршетка рата била су смештена у Топчидерској касарни. Кобила Мица је дочекала природну смрт у 29. години живота, а професор Симић, као краљев мајор у резерви, обезбедио је ове вредне експонате за музејску збирку[3]
- Скелет двеју двогрбих камила из "камиљег батаљона" (349 камила) Црвене армије, које су учествовале у борбама за Стаљинград и 1945 доспеле до Берлина.[тражи се извор]

## Организација
Музеј није засебна радна јединица, па по тој систематизацији нема стално запошљених. О њему брину запослени на Катедри за анатомију, у чијем се саставу налази Анатомски музеј. Катедра тренутно има запослено осам особа.

## Библиотека
Библиотека Катедре за анатомију поседује значајну архивску грађу историјата катедре, комплетну фотодокументацију Катедре за анатомију Факултета ветеринарске медицине која је од музеолошки значајна за историју ветерине, од оснивања до данашњих дана. У библиотеци, се поред осталих, налази и неколико вредних анатомских књига из 19. века.
Посебно је значајна и историјска документација оснивача катедре проф. др Владете Симића (индекси, дипломе, признања).

## Посете
За посете грађана, Музеј је отворен сваког радног дана од 10 до 13 часова.